# Manjlegaon
Manjlegaon é uma cidade  no distrito de Bid, no estado indiano de Maharashtra.

## Geografia
Manjlegaon está localizada a 19° 09′ N, 76° 14′ L. Tem uma altitude média de 413 metros (1354 pés).

## Demografia
Segundo o censo de 2001, Manjlegaon tinha uma população de 43,969 habitantes. Os indivíduos do sexo masculino constituem 51% da população e os do sexo feminino 49%. Manjlegaon tem uma taxa de literacia de 64%, superior à média nacional de 59.5%: a literacia no sexo masculino é de 72% e no sexo feminino é de 56%. Em Manjlegaon, 15% da população está abaixo dos 6 anos de idade.